# Акрон (Пенсилванија)
Акрон (енгл. Akron) град је у америчкој савезној држави Пенсилванија.

## Демографија
По попису из 2010. године број становника је 3.876, што је 170 (-4,2%) становника мање него 2000. године.
| Група             | 2000.         | 2010.         |
| Белци             | 3.857 (95,3%) | 3.575 (92,2%) |
| Афроамериканци    | 22 (0,5%)     | 48 (1,2%)     |
| Азијати           | 56 (1,4%)     | 59 (1,5%)     |
| Хиспаноамериканци | 90 (2,2%)     | 153 (3,9%)    |
| Укупно            | 4.046         | 3.876         |